# Фаро (дворец)
Дворецът Фаро (на френски: Le Pharo) в Марсилия е построен (1858-1860) по нареждане на император Наполеон III. Проектиран е от Хектор Лафуел - един от архитектите на Парижкия Лувър.
Този дворец императорът е посветил на съпругата си Евгения. Самият той и свитата му са отседнали там единствено по време на тържественото откриване на Двореца и никога повече не са го посетили, а Евгения е била там само за няколко нощи преди смъртта си.

## История
По време на едно от посещенията си в Марсилия през 1851 г., като френски президент, Луи-Наполеон Бонапарт изразява желанието си да построи резиденция в града. Обществото бързо се съгласява, тъй като принц-президентът предлага сумата от един милион франка от собствен капитал.  Сумата е използвана за закупуване на земята.
Малко преди Наполеон III да стане император през 1851 г., той възлага на женевския архитект Самюел Вочер да намери подходящо място за императорска резиденция. Вочер предлага място срещу крепостта Сен Жан с изглед към пристанището и залива на Марсилия и представя плановете си през февруари 1853 г. Те са преработени от архитекта Хектор Лефуел. Конструкцията е подобна на тази на вила Евгения в Биариц, чието строителство започва през 1854 г.
Общността се нуждаеше от почти 1,2 милиона франка, за да закупи земята.  Строителството започва на 15 август 1858 г., рождения ден на Наполеон Бонапарт. Напредъкът на строителството е забавен заради липсата на пари и трудностите с доставката на камък, поради едновременното изграждане на Марсилийската катедрала. През август 1861 г. Вочер е обвинен за забавянето на работата и е заменен от Анри-Жак Есперандийо, който завършва катедралата в Марсилия. Вътрешната и фасадна декорация са поверени на скулпторите Франсоа Жилбер, Витоз и Симон.
При падането на Наполеон III през 1870 г., след дванадесет години строеж, дворецът не е завършен; императорската двойка никога не е живяла там.

## След Наполеон III
След падането на Наполеон III гражданите унищожават наполеоновите емблеми и орнаменти, които украсяват фасадата на сградата.
Когато императорът умира през 1873 г., град Марсилия завежда дело срещу бившата императрица. Това води до процес, в края на който през 1884 г. се взема решение замъка и неговите градини да бъдат дадени на града, при условие, че бъдат използвани за благотворителни цели.
До края на 19 век сградата е служила като болница за лекуване на холера и туберкулоза. Сградите откъм крайбрежната улица са заети от Медицинския факултет през 1890 г. През 1905 г. там е създаден Институтът за тропическа медицина, който да служи за здравето на армията. От 2012 г. той е седалище на Университета в Екс-Марсилия.
Сега в двореца се помещава конгресен център; освен това са добавени подземни помещения под градините. 
До двореца се намира Паметникът на героите.